# Micheline Lannoy
Micheline Lannoy (Bruxelles, 31 gennaio 1925 – 18 marzo 2023) è stata una pattinatrice artistica su ghiaccio belga, specializzata nel pattinaggio artistico su ghiaccio a coppie.
Ha vinto la medaglia d'oro alle Olimpiadi invernali 1948 nella gara di pattinaggio di figura a coppie insieme a Pierre Baugniet.
Inoltre ha vinto due medaglie d'oro mondiali (1947 e 1948) e una medaglia d'oro europea (1947) sempre nella gara di pattinaggio artistico a coppie.
Dal decesso di Ágnes Keleti, avvenuto nel gennaio 2025, è la più anziana ex-atleta di sesso femminile vincitrice di medaglia d'oro olimpica.

## Risultati
coppie con Pierre Baugniet
| Evento                    | 1944 | 1945 | 1946 | 1947 | 1948 |
| ------------------------- | ---- | ---- | ---- | ---- | ---- |
| Giochi olimpici invernali |      |      |      |      | 1°   |
| Campionati mondiali       |      |      |      | 1°   | 1°   |
| Campionati europei        |      |      |      | 1°   |      |
| Campionati belgi          | 1°   | 1°   | 1°   | 1°   |      |